# Shannonomyia moctezuma
Shannonomyia moctezuma är en tvåvingeart som beskrevs av Alexander 1928. Shannonomyia moctezuma ingår i släktet Shannonomyia och familjen småharkrankar. Inga underarter finns listade i Catalogue of Life.